# 迪格拉夫 (明尼蘇達州)
迪格拉夫（英語：De Graff）是一個位於美國明尼蘇達州斯威夫特縣的城市。

## 歷史
迪格拉夫於1875年成立，1881年升格為城市，得名自鐵路公司經紀人安德魯·迪格拉夫（Andrew De Graff）。迪格拉夫的郵局於1873年成立，其後於1996年停運。

## 人口
根據2020年美國人口普查的數據，迪格拉夫的面積為2.17平方千米，皆為陸地。當地共有人口110人，而人口密度為每平方千米51人。